# كانغ سولجي
كانغ سولجي (بالإنجليزية:  Kang Seulgi)‏ هي مغنية كورية جنوبية ولدت في 10 فبراير عام 1994 للميلاد، سولجي هي المغنية الرئيسية والراقصة الرئيسية ونجمة شركة إس إم إنترتينمنت الجديدة في فرقة رد فلفت الكورية، وقد تدربت في الشركة لمدة 7 سنوات وكانت ستترسم ضمن فرقه إف إكس.

## حياتها وتعليم
درست سولجي في مدرسه بيولماج المتوسطه وذهبت إلى مدرسه الفنون في سيوول لاجل الثانويه، يمكنها التحدث باليابانيه وتجيد بعض الانجليزيه

## المهنة
قبل الترسيم :
سولجي أصبحت متدربه في الاس ام منذ عام 2007 وفي ديسمبر سنه 2013 قدمت سولجي للمعجبين عبر مشروع SM Rookies كما الحال مع ويندي وايرين ايضاً،
في يوليو سنه 2014، سجلت أغنية مع هينري بأسم ' Butterfly ' وايضاً ظهرت في أغنية هينري ' Fantastic '
2014 - حاليا :
سولجي صنعت ترسيمها الرسمي مع ريد فيلفيت في 1 أغسطس سنه 2014 مع ديجيتال سنقل ' Happiness '
في يناير 2015، شاركت في مسرحيه الاس ام ' School Oz ' تلعب دوراً قيادياً، ومن أبريل إلى مايو كانت جزء من برنامج ' Off to school ' لقناه JTBC
في يوليو 2016، افرج عن اوست ' Don't push me ' الذي قامت بغناءه مع [[ويندي]] لمسلسل ' Uncontrollably fond ' وفي أكتوبر شاركت سولجي في برنامج ' King of mask singer ' ، و في18 نوفمبر اصدرت أغنية ' you just like that ' لاجل دراما Blade & soul . كما اصدرت أغنية لاجل مشروع الاس ام ' SM Station ' مع ويندي وبعض فنانين الاس ام تحت اسم ' Sound of your heart ' بتاريخ 30 ديسمبر
في يناير 2017، افرج عن اوست ' You're the only one i see ' الذي قامت بغناءه مع [[ويندي]] لاجل دراما ' Hwarang ' كما اصدرت أغنية بمشاركه ييسونغ بـ عنوان ' Darling U ' بتاريخ 22 يناير لاجل مشروع الاس ام ' SM Station '

## مسرحيات
- مسرحيه School Oz بدور قيادي وهي تابعه لوكاله الاس ام

## الافلام
- فلم SMTown The Stage وهو تابع لوكاله الاس ام

## العروض
- قامت بأداء أغنية Drop مع لي مارك في برنامج High school rapper

## الاوستات
سنه 2016
- اوست Don't push me مع ويندي لدراما Uncomfortably fond
- اوست You just like that لدراما B&S

سنه 2017
- اوست I can only see you مع ويندي لدراما Hwarang
- اوست Deep Blue Eyes لدراما IDOT

## دراما
- دراما احفاد الشمس اصدر سنه 2016 وظهرت في الحلقة 16

## برامج
سنه 2015
- برنامج Off to school لقناه جي تي بي سي وقد ظهرت في حلقه 40 ~ 43
- برنامج 100 people 100 songs لقناه جي تي بي سي وقد ظهرت في حلقه 31 مع ويندي
- برنامج Immortal songs 2 لقناه KBS2 وقد ظهرت في حلقه 223 مع ويندي وجوي

سنه 2016
- برنامج King of masked singer لقناه إم بي سي (توضيح) وقد ظهرت في حلقه 80

سنه 2017
- برنامج girl group battle لقناه KBS2 وقد ظهرت في الحلقة الخاصة مع ويندي وجوي
- برنامج Idol drama operation team لقناه KBS وهي أحد أعضاء البرنامج